# Gran Tarajal
 (mai 2020).
Si vous disposez d'ouvrages ou d'articles de référence ou si vous connaissez des sites web de qualité traitant du thème abordé ici, merci de compléter l'article en donnant les références utiles à sa vérifiabilité et en les liant à la section « Notes et références ».
Gran Tarajal, est un village et une station balnéaire de la commune de Tuineje sur l'île de Fuerteventura, dans l'archipel espagnol des Canaries.

## Situation
Gran Tarajal se situe sur la côte sud-est à l'embouchure du Barranco de Gran Tarajal, à une quarantaine de kilomètres au sud de l'aéroport et de Puerto del Rosario, la capitale de l'île. La côte africaine se trouve à une centaine de kilomètres, faisant de cette station balnéaire la localité canarienne la plus proche de l'Afrique.

## Description
Avec Corralejo, Costa Calma, Jandia-Morro Jable et Caleta de Fuste, Gran Tarajal fait partie des stations touristiques les plus populaires de Fuerteventura. Le symbole de la localité est la silhouette de "La Punta del Camellito", nommée ainsi pour être une montagne avec l'apparence d'un dos de chameau.
Avant d'être une station de tourisme, la localité est avant tout un village constitué d'immeubles particuliers habités par des autochtones. Plusieurs établissements scolaires y sont présents. En 2015, Gran Tarajal comptait 7 757 habitants.
Gran Tarajal possède une plage principale, de sable noir, d'une longueur d'environ 650 m et d'une largeur maximale de 120 m ainsi qu'un port de pêche et de plaisance. La station de taille moyenne convient bien pour des séjours en famille.

## Festivités
- Nuestra Señora de la Candelaria : Notre-Dame de la Chandeleur, fêtée le 2 février.
- Carnavales de Gran Tarajal : début mars. Un thème est choisi pour les carnavals et les festivals et des spectacles de danse et de chant sont organisés dans le parc des expositions.
- La Semana de La Juventud : la semaine de la Jeunesse a généralement lieu la troisième semaine d'août. Son programme propose des fonctions pour les plus petits : des clowns, des animations, etc.
- La Pesca de Altura : cette fête est célébrée à la fin de l'été ; les participants viennent de toutes les îles pour participer à ce concours de pêche.
- San Diego de Alcalá : célébré le 13 novembre, patron et saint qui donne son nom à l'église paroissiale de la localité.

## Galerie

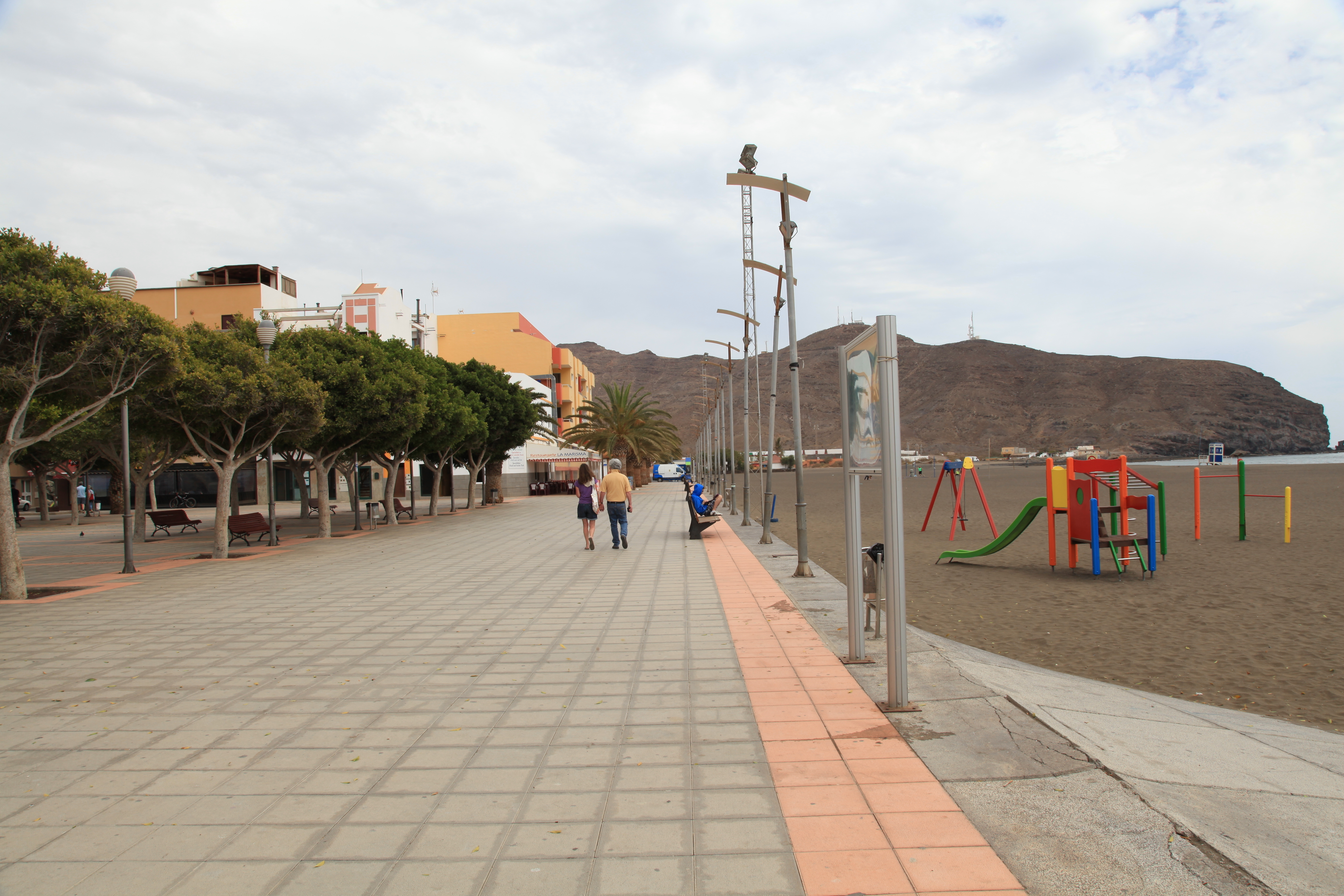
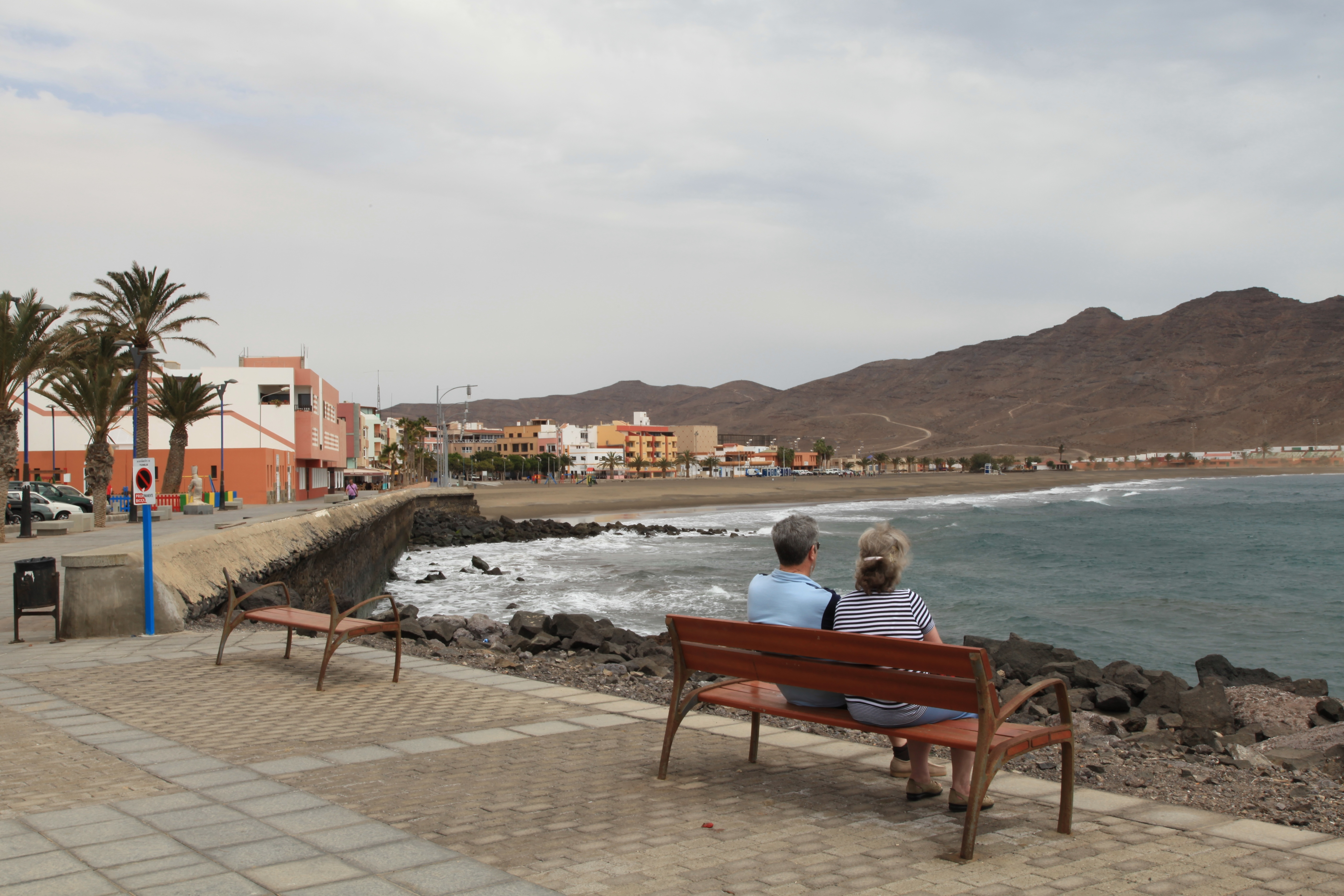
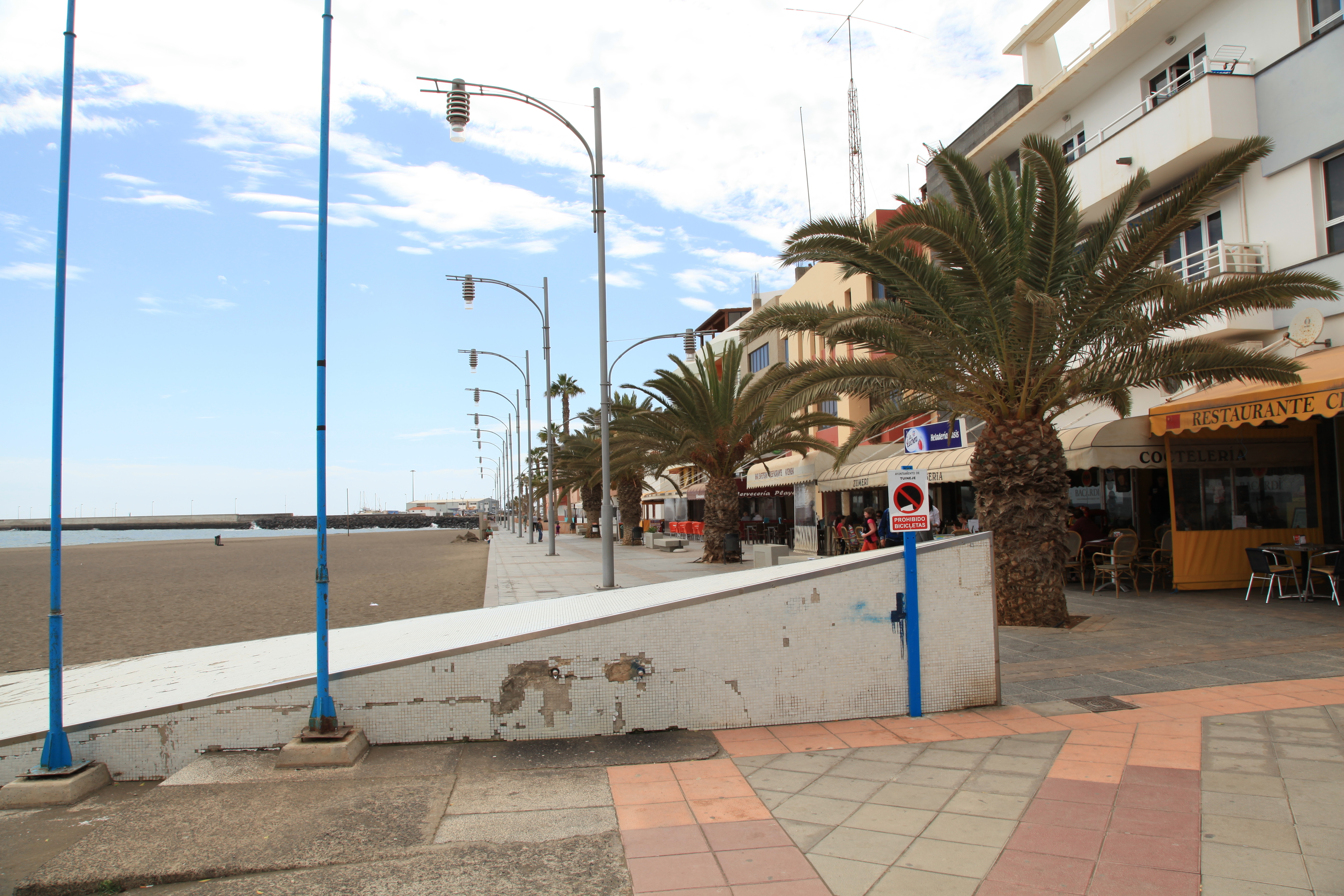